# 대화버스터미널
대화버스터미널은 강원특별자치도 평창군 대화면 대화3길 10(대화리 1012-7번지)에 위치한 대한민국의 시외버스터미널이다. 흔히 대화시외버스터미널이라고도 불린다.
3층 건물로 구성되어 있으며, 1층은 매표소와 대합실, 식당 등의 상업 시설이 있으며, 2층도 상업 시설로 이용하고 있다. 지하 1층은 목욕탕이 있다. 승차홈은 총 3개가 있으며 승차홈과 하차홈 따로 구분하지 않고 행선지 별로 나뉘어 있다.

## 운영 중단사태
이 터미널은 평균 이용객이 60∼70명으로 하루 평균 매출이 3만5000원에 불과하여 심각한 경영난을 겪다가 2013년 3월 25일부로 2월 수익금을 지불하지 못해 매표를 중단했다. 그러자 평창군에서는 시설개방 개선명령을 내리고 터미널 사업자, 자동차 운송사업자 등과 운영대책회의를 갖고 4월 22일 매표행위를 재개하도록 개선명령을 내렸다. 이후 한 달 넘게 터미널 사업자와의 연락이 두절됐다가 6월 초 연락이 돼 터미널사업을 제3자에게 양도하기로 했다는 답변을 들었으나 두 달 넘게 진척이 없다가 8월에 새로운 사업자가 나타나 기존의 사업면허를 취소했다.
이에 따라 평창군은 정상적인 터미널 운영을 통한 버스 이용객들의 불편 해소를 위해 인건비, 임대료, 공공요금 등 최소경비 중 최소인건비를 지원하기로 하고 이를 추경예산에 반영할 예정이다.

## 운행 노선

### 시외버스
| 방면        | 행선지 |
| ----------- | --- |
| 수도권 방면 | 동서울 |
| 강원권 방면 | 강릉, 면온, 미탄, 방림, 새말, 안흥, 영삼, 영월, 운교, 원주, 임계, 장평, 정선, 진부, 춘천, 평창, 하방림, 홍천, 횡계, 횡성 |
| 충청권 방면 | 쌍용, 제천 |

## 특이 사항
- 2013년 3월부터 승차권 구입이 불가능하여 현금을 내고 버스를 이용해야 한다. 평창군에서는 빠른 시일 내로 매표업무를 복구시킬 예정이다.